# Kokořík
Kokořík (Polygonatum) je rod jednoděložných jedovatých rostlin z čeledi chřestovité (Asparagaceae). Některé starší taxonomické systémy jej řadily do čeledi listnatcovité (Ruscaceae), konvalinkovité (Convallariaceae), popř. liliovité v širší pojetí (Liliaceae s.l.).

## Popis
Jedná se o vytrvalé pozemní byliny, vzácně epifyty s oddenky. Jsou to rostliny jednodomé s oboupohlavními květy. Listy jsou jednoduché, přisedlé nebo krátce řapíkaté, střídavé, vstřícné nebo v přeslenech. Čepele jsou nejčastěji čárkovité, kopinaté nebo vejčité. Květy jsou jednotlivé nebo v chudých květenstvích, vyrůstajících z úžlabí listu, jedná se o chocholíky, okolíky nebo hrozny. Okvětí se skládá ze 6 okvětních lístků, které jsou do poloviny nebo ještě více srostlé v okvětní trubku. Tyčinek je zpravidla 6, většinou zčásti srostlé s okvětní trubkou. Gyneceum je složeno ze 3 plodolistů, je synkarpní, semeník je svrchní. Plod je dužnatý, jedná se o bobuli, za zralosti modré až černé nebo červené barvy.

## Rozšíření
Je známo asi 60 druhů, které jsou rozšířeny v mírném pásu severní polokoule, nejvíce ve východní Asii.
V Česku jsou původní tři druhy. Kokořík mnohokvětý (Polygonatum multiflorum) roste spíše ve vlhčích lesích (nikoliv však velmi podmáčených) na bohatších půdách od nížin do podhůří. Kokořík přeslenitý (Polygonatum verticillatum) je chladnomilnější, často roste v horských bučinách a smrčinách. Naopak teplomilný je kokořík vonný (Polygonatum odoratum), který roste ve světlých lesích (často i na kyselejších půdách) nížin a pahorkatin v teplejších oblastech. Druh kokořík širolistý (Polygonatum latifolium) je domácí v jižní Evropě na sever až po jižní Slovensko, v ČR je jen výjimečně zdomácnělý.

## Zástupci
- kokořík mnohokvětý (Polygonatum multiflorum)
- kokořík přeslenitý (Polygonatum verticillatum)
- kokořík širolistý (Polygonatum latifolium)
- kokořík vonný (Polygonatum odoratum)